# Кубок ярмарків 1963—1964
Шостий Кубок ярмарків між містами відбувся між 1963 і 1964 роками й був виграний іспанським «Реал Сарагоса», який у фіналі переміг співвітчизників із Валенсії. В черговий раз ряд країн послали представницьку команду одного з головних своїх міст.

## 1/16 фіналу
Матчі проходили від 4 вересня до 30 жовтня 1963 року.
| Команда 1           | Заг. | Команда 2             | 1-й матч | 2-й матч |
| ------------------- | ---- | --------------------- | -------- | -------- |
| «Іракліс»           | 1:9  | «Реал Сарагоса»       | 0:3      | 1:6      |
| «Лозанна»           | 4:4  | «Гарт оф Мідлотіан»   | 2:2      | 2:2      |
| «Атлетіко» (Мадрид) | 2:1  | «Порту»               | 2:1      | 0:0      |
| «Ювентус»           | 3:3  | «ОФК Белград»         | 2:1      | 1:2      |
| «Спартак КПС Брно»  | 7:1  | «Серветт»             | 5:0      | 2:1      |
| «Гленторан»         | 1:7  | «Партік Тісл»         | 1:4      | 0:3      |
| «Копенгаген XI»     | 4:9  | «Арсенал»             | 1:7      | 3:2      |
| «Аріс»              | 0:2  | «Льєж»                | 0:2      | 0:0      |
| «Кельн»             | 4:2  | «Гент»                | 3:1      | 1:1      |
| «ДОС»               | 2:8  | «Шеффілд Венсдей»     | 1:4      | 1:4      |
| «Трешнєвка»         | 1:4  | «Белененсеш»          | 0:2      | 1:2      |
| «Герта»             | 1:5  | «Рома»                | 1:3      | 0:2      |
| «СК Лейпциг»        | 2:3  | «Уйпешт»              | 0:0      | 2:3      |
| «Стягул Роса»       | 2:5  | «Локомотив» (Пловдив) | 1:3      | 1:2      |
| «Рапід»             | 4:2  | «Расінг Клуб Парі»    | 1:0      | 3:2      |
| «Шемрок Роверс»     | 2:3  | «Валенсія»            | 0:1      | 2:2      |

Плей-оф
| Команда 1 | Рахунок | Команда 2           |
| --------- | ------- | ------------------- |
| «Лозанна» | 3:2 дч  | «Гарт оф Мідлотіан» |
| «Ювентус» | 1:0     | «ОФК Белград»       |

## 1/8 фіналу
Матчі проходили від 6 листопада 1963 року до 1 січня 1964 року.
| Команда 1     | Заг. | Команда 2             | 1-й матч | 2-й матч |
| ------------- | ---- | --------------------- | -------- | -------- |
| «Лозанна»     | 1:5  | «Реал Сарагоса»       | 1:2      | 0:3      |
| «Ювентус»     | 3:1  | «Атлетіко» (Мадрид)   | 1:0      | 2:1      |
| «Партік Тісл» | 3:6  | «Спартак КПС Брно»    | 3:2      | 0:4      |
| «Арсенал»     | 2:4  | «Льєж»                | 1:1      | 1:3      |
| «Кельн»       | 5:3  | «Шеффілд Венсдей»     | 3:2      | 2:1      |
| «Рома»        | 3:1  | «Белененсеш»          | 2:1      | 1:0      |
| «Уйпешт»      | 3:1  | «Локомотив» (Пловдив) | 0:0      | 3:1      |
| «Рапід»       | 2:3  | «Валенсія»            | 0:0      | 2:3      |

## 1/4 фіналу
Матчі проходили від 29 січня до 8 квітня 1964 року.
| Команда 1       | Заг. | Команда 2          | 1-й матч | 2-й матч |
| --------------- | ---- | ------------------ | -------- | -------- |
| «Реал Сарагоса» | 3:2  | «Ювентус»          | 3:2      | 0:0      |
| «Льєж»          | 2:2  | «Спартак КПС Брно» | 2:0      | 0:2      |
| «Рома»          | 3:5  | «Кельн»            | 3:1      | 0:4      |
| «Валенсія»      | 6:5  | «Уйпешт»           | 5:2      | 1:3      |

Плей-оф
| Команда 1 | Рахунок | Команда 2          |
| --------- | ------- | ------------------ |
| «Льєж»    | 1:0     | «Спартак КПС Брно» |

## 1/2 фіналу
Матчі проходили від 22 квітня до 28 травня 1964 року.
| Команда 1  | Заг. | Команда 2       | 1-й матч | 2-й матч |
| ---------- | ---- | --------------- | -------- | -------- |
| «Льєж»     | 2:2  | «Реал Сарагоса» | 1:0      | 1:2      |
| «Валенсія» | 4:3  | «Кельн»         | 4:1      | 0:2      |

Плей-оф
| Команда 1       | Рахунок | Команда 2 |
| --------------- | ------- | --------- |
| «Реал Сарагоса» | 1:0     | «Льєж»    |

## Фінал
| 25 червня 1964 |

| «Реал Сарагоса»         | 2:1      | «Валенсія»  |
| ----------------------- | -------- | ----------- |
| Вілья 40' Марселіно 83' | Протокол | Уртіага 42' |

| Камп Ноу, Барселона Глядачів: 50 000 Арбітр: Хоакім Фернандес де Кампуш |